# ويل بويد
ويل بويد (بالإنجليزية: Will Boyd)‏ هو موسيقي وكاتب أغاني أمريكي، ولد في 27 أبريل 1979 في ليتل روك في الولايات المتحدة.

## وصلات خارجية
- ويل بويد على موقع ميوزك برينز (الإنجليزية)